# Conrad Burchard (pacha)
Pour les autres membres de la famille, voir Famille Burchard-Bélaváry.
Pour les articles homonymes, voir Burchard, Bélaváry et Konrád Burchard-Bélaváry.
Conrad Burchard Bélaváry (né aux environs de 1800, décédé à une date inconnue) est un militaire d'origine germano-balte qui fut au service de l'Empire russe, de la cause polonaise, de l'Empire ottoman puis enfin au service de l'Égypte comme Pacha (Burchard-Paşa).

## Biographie
Burchard fait l'école polonaise des cadets de Kalisz puis l'académie militaire de Saint-Pétersbourg. Diplômé, il sert dans l'état-major du général Paskevitch et revient de la campagne des Balkans (voir la guerre d'indépendance grecque et la guerre russo-turque de 1828-1829) avec le grade de capitaine du génie et la réputation d'un officier d'élite. Un sabre d'honneur lui est décerné par le tsar. Il refuse des offres séduisantes pour l'engager à passer aux Russes et combat durant l'Insurrection de novembre 1830 comme capitaine puis commandant (major) (1831) dans les rangs polonais. Grièvement blessé lors de la bataille d'Ostrołęka (1831), il est soigné et caché à Lublin. 
À demi guéri, à la fin de la guerre, il provoque en duel un colonel ennemi et faillit être arrêté dans un guet-apens. Paul von Kotzebue, un officier russe resté son ami, ose se compromettre pour lui en cette occasion. Conrad s'enfuit avec l'aide des supérieurs franciscains de Lublin et se rend chez les Turcs, que l'on croyait disposés à marcher contre les Russes et entre au service du sultan Mahmoud II. Envoyé en Égypte, il se retrouve dans les rangs égyptiens au côté de Méhémet Ali, quand cette province se sépara de la Turquie. Il participe à la bataille de Nézib (24 juin 1839) comme général de division, bataille gagnée par les Égyptiens d'Ibrahim Pacha. Nous le retrouvons par la suite sous le nom de „Burchard Pacha" en Nubie comme gouverneur (généralissime).
Désespérant de ne jamais revoir la Pologne libre, il tourna le dos à la vie civile et alla vivre indépendant au désert où il vécut en ermite. Nikolaus Lenau, poète allemand qui vivait en Hongrie, s'est inspiré, croit-on, de sa vie chevaleresque et aventureuse dans le poème célèbre du Polonais Fugitif (Polnischen Flüchtlingen). 
Membre de la famille Burchard-Bélaváry, il est le fils de János Konrád (Tallinn, 1749 - Varsovie, 1838), pharmacien, homme politique et diplomate, capitaine-aide de camp de Kosciuszko, seigneur de Habinem et Wannamois, et de Zofią Krakus-Mayerin (†1847), descendante de Urszula Mayerin et du roi Sigismond Vasa. Il est l'oncle de Konrád Burchard Bélaváry, industriel et haut fonctionnaire du Royaume de Hongrie.

## Sources
- Poezja, Numéros 7 à 12, Wydawn. Współczesne RSW "Prasa", 1984
- Lemm (von), Robert Arthur: "Conrad Burchard - der Polenllüchtling" In Revalsche Zeitung, nr. 169, 1938

- Burchard-Bélaváry, Marcel: Histoire de la Famille Burchard-Bélaváry, Berger-Levrault et Cie, Nancy, 1906